# Refresh
Albums de CLC
Question
(2015) High Heels
(2016)
Singles
1. High Heels
Sortie : 29 février 2016

Refresh est le troisième mini album du girl group sud-coréen CLC, sorti le 29 février 2016. C'est la première sortie de CLC en tant que groupe de sept membres. Le titre "High Heels" a été choisi pour les promotions de l'album,.

## Liste des pistes
| 1.    | High Heels (예뻐지게; Yeppeojige)        | No Jun-hwan, Iggy       | Lee Hyun-seung, DOM                       | 3:24 |
| 2.    | Refresh                                  | GHIGH, GDLO (Mono Tree) | GHIGH, GDLO, Choi Young-kyung (Mono Tree) | 3:26 |
| 3.    | Yaya (Say Bye to Solo)                   | Big Sancho              | Big Sancho                                | 3:13 |
| 4.    | Friend Lover Zone (오빠친구; Oppachingu) | Jung Il-hoon            | Ferdy, Adam Kulling, Alice Gernanot       | 3:25 |
| 5.    | Eighteen                                 | Kim Geon-woo            | Kim Geon-woo                              | 3:29 |
| 14:20 |                                          |                         |                                           |      |

## Historique de sortie
| Pays         | Date            | Label                           | Format                       |
| ------------ | --------------- | ------------------------------- | ---------------------------- |
| Corée du Sud | 29 février 2016 | Cube Entertainment CJ E&M Music | CD, téléchargement numérique |
| Monde entier | 29 février 2016 | Cube Entertainment CJ E&M Music | CD, téléchargement numérique |